# Roczniki Gleboznawcze
Roczniki Gleboznawcze – Soil Science Annual – kwartalnik naukowy o tematyce gleboznawczej, ukazujący się od 1950 r. Jest to najstarsze z wychodzących dotychczas polskich czasopism o tematyce nauk o glebie i jedno z najstarszych w Europie. W 2013 r. „Roczniki Gleboznawcze” zostały przekształcone w „Soil Science Annual”.
Na liście ICI Journals Master List 2014 – ICV (Index Copernicus Value) Soil Science Annual ma przyznane 93.69 pkt. Na liście B wykazu czasopism punktowanych MNiSW Soil Science Annual ma przyznane 13 punktów za publikację (dane na luty 2016).
Na łamach czasopisma poruszano przede wszystkim tematy genezy i systematyki gleb, geografii i kartografii gleb, gleboznawstwa regionalnego, klasyfikacji i bonitacji gleb, gleboznawstwa leśnego, właściwości fizycznych gleb, chemii gleby (z fizykochemią), mineralogii gleby, mikromorfologii gleby, paleopedologii, biologii gleby, chemii rolnej, techniki rolnej, uprawy roli, wody w glebie, melioracji gleb, erozji gleb, ochrony przyrodniczych warunków rolnictwa i leśnictwa, zanieczyszczenia gleb, historii i aktualnego stanu nauk o glebie. Dodatkowo okazjonalnie publikowano referaty pokonferencyjne lub artykuły biograficzne polskich gleboznawców. Corocznie załączano bibliografię polskich publikacji z zakresu gleboznawstwa, chemii rolnej, uprawy roli i gospodarki wodnej. Cztery wydania systematyki gleb Polski ukazały się jako tomy „Roczników Gleboznawczych”. 
Czasopismo „Roczniki Gleboznawcze” zostało utworzone w 1949 r. uchwałą Zarządu Głównego Polskiego Towarzystwa Gleboznawczego. Pierwszy zeszyt z datą 1950 ukazał się na początku 1951 r. Artykuły były pisane przede wszystkim w języku polskim z obcojęzycznym streszczeniem (angielskim, rosyjskim, rzadziej też francuskim lub niemieckim). Początkowo czasopismo było drukowane jako rocznik, z czasem ukazywały się dwa lub trzy tomy by od 1976 r. stać się kwartalnikiem. Celem zwiększenia zasięgu oddziaływania czasopisma i jego rozpoznawalności na świecie w 2012 r. nawiązano współpracę z wydawnictwem Versita (od 2014 r. De Gruyter). Zaskutkowało to przekształceniem w 2013 r. „Roczników Gleboznawczych” w „Soil Science Annual” (które jest kontynuatorem „Roczników” z nowym numerem ISSN), zmianą podstawowego języka publikacji na angielski, a formy na elektroniczną (choć SSA jest wciąż też drukowany w formie papierowej) i bezpłatnym udostępnieniem w internecie aktualnych i wszystkich archiwalnych numerów czasopisma. „Soil Science Annual” został również włączony do wielu międzynarodowych baz naukowych.
Redaktorzy naczelni: Marian Górski (1950), Kazimierz Starzyński (1950–1957), Władysław Trzciński (1957–1989), Krystyna Konecka-Betley (1990–1999), Elżbieta Janowska (2000–2007), Danuta Czępińska-Kamińska (2008–2013), Łukasz Uzarowicz (2013–2015), Józef Chojnicki (2015-).